# Steve Peregrin Took
Steve Peregrin Took, nom de scène de Stephen Ross Porter, est un musicien britannique né le 28 juillet 1949 à Eltham et décédé le 27 octobre 1980 à North Kensington.

## Biographie
Took a été membre fondateur en 1967 de Tyrannosaurus Rex, au départ un simple duo de folk expérimental avec le chanteur Marc Bolan. Ce dernier le sort du groupe en 1971, après leur première tournée américaine, en raison de sa trop grande consommation de drogues ; il part alors fonder Pink Fairies, travaille également quelques années en solo, et avec Syd Barrett. Selon la version officielle, il meurt en s'étouffant avec une cerise de cocktail.
Il a choisi son pseudonyme en référence au personnage Peregrïn Touque (en anglais : Peregrin Took) du roman Le Seigneur des anneaux de J. R. R. Tolkien.

## Sources
1. ↑  Blog « The Music's Over ».
2. ↑  (en) Adrian Room, Dictionary of Pseudonyms : 13,000 Assumed Names and Their Origins, Jefferson (N.C.), McFarland, 2010, 5e éd., 530 p. (ISBN 978-0-7864-4373-4 et 0-7864-4373-1, lire en ligne), p. 478.